# Хаит, Леонид Абрамович
Леони́д Абра́мович Хаи́т (5 августа 1928, Харьков — 12 мая 2017) — советский и израильский режиссёр, театральный педагог, драматург, создатель и руководитель театра «Люди и куклы».

## Биография
В 1949 году окончил Харьковский юридический институт, затем в 1964 году — режиссёрский факультет Харьковского института искусств и высшие режиссёрские курсы ВТО СССР (лаборатория М. О. Кнебель).
Прежде чем посвятил себя театру, перепробовал разные профессии: работал фотографом в судебно-медицинском морге при институте криминалистики, выступал с юмористическими рассказами собственного сочинения.
С 1956 года — в театре.
Работал актёром в Харьковском театре кукол, главным режиссёром театра кукол в Ташкенте, главным рёжиссером Харьковского театра кукол, главным режиссёром Харьковского ТЮЗа, режиссёром-постановщиком Государственного Центрального театра кукол под руководством С. В. Образцова, художественным руководителем ансамбля «Люди и Куклы», главным режиссёром Московского театра кукол, заведующим отделением, старшим преподавателем и художественным руководителем московского Государственного музыкального училища имени Гнесиных, был профессором Московского Института культуры, режиссёром-постановщиком Центрального телевидения СССР.
C 1978 — руководитель знаменитого «театра на колёсах» «Люди и куклы», созданного выпускниками его курса в Гнесинском училище (факультет кукольного искусства, соруководитель С. В. Образцов, один из учеников Хаита — известный актёр Валерий Гаркалин). Ансамбль «Люди и куклы» был приписан к Кемеровской филармонии и объездил в конце 1970-х — 1980-х годах весь Советский Союз.
С 1991 года — в Израиле, где воссоздал театр «Люди и куклы».
Автор научно-популярных фильмов, драматических произведений, лауреат международных театральных фестивалей.
В 2007 году в Тель-Авиве опубликовал книгу «Присоединились к большинству…: Устные рассказы Леонида Хаита, записанные на бумагу».

## Творчество

### Спектакли
Харьковский театр кукол им. Н. К. Крупской (1956 — …)
Актёр
- 1956 — «Золотой орех» — Лошадка (первая роль)[3]
- 1956 — «Чёртова мельница» по пьесе И. Штока и Яна Дрды (реж. В. Афанасьев) — Чёрт Люциус
- «12 стульев» по роману И.Ильфа и Е. Петрова (реж. В.Афанасьев) — Киса Воробьянинов[3]

Харьковский ТЮЗ (1963 — 1968)
- «20 лет спустя», по пьесе М. Светлова
- «Божественная комедия», по пьесе И. Штока
- 1968 — «Последние письма», пьеса Л. Хаита и З. Сагалова, по письмам жертв сталинских репрессий[1].

Театр кукол им. С. В. Образцова
Режиссёр
- 1953 — «Буратино», кукольный спектакль по пьесе Екатерины Борисовой
- 1967 — «Сказка о военной тайне, мальчише-Кибальчише и его твёрдом слове», сценическая композиция Л. Хаита по сказке А. П. Гайдара
- 1968 — «Ноев ковчег», по пьесе И. Штока (совместно с С. В. Образцовым) — видео

Актёр
- Необыкновенный концерт — Конферансье Апломбов[2]

«Люди и куклы»
Кемеровская Областная Филармония, 1978 — 1986
- «Недоросль», по комедии Д. И. Фонвизина
- «Алые паруса», по повести А.Грина
- «Осторожно, дети» — фото — Л. А. Хаит — в центре; второй слева — В. Гаркалин; — фото 2

Московский театр кукол (1986 — 1991)
- 1987 — «Каштанка и Слон», «музыкально-цирковое представление», пьеса Л. Хаита и З. Сагалова, по мотивам «Каштанки» А. Чехова и «Слона» А. И. Куприна
- 2004 — «Каштанка и Слон» — программка — фото

«Люди и куклы» (Израиль)
- «Люди и куклы»
- «Сказка всей жизни», по пьесе Н. Воронель, на сюжет «Золушки»
- «Кан ноладети»
- 2001 — «Плохая квартира», по пьесе В. Славкина
- 2004 — «Петрушка», на музыку И. Ф. Стравинского
- 2005 — «Сон в летнюю ночь», на музыку Ф. Мендельсона-Бартольди[4]

## Факты
- Л. А. Хаит вспоминал о начале своей актёрской карьеры в Харьковском театре кукол — в спектакле «Золотой орех» Зои Чириковой (1956):

Я имел честь играть лошадку — такая плоская куколка на палке. Я «пробегал» по сцене справа налево и издавал звуки, которые издает лошадка. И вот в газете «Красное знамя» в рецензии на спектакль я впервые прочел свою фамилию: «Лошадка-артист Хаит была невыразительна».
- К 5 марта 1968 года Леонид Хаит, тогда — главный режиссёр Харьковского ТЮЗа, выпустил спектакль «Последние письма» (пьеса Л. Хаита и З. Сагалова), основанный на предсмертных посланиях невинно осуждённых при Сталине людей. Спектакль состоял из пяти главок: «Бой», «Облава», «Застенок», «Трибунал», «Казнь», — и был почти сразу же запрещён; режиссёру пришлось навсегда покинуть Харьков…[1]

В 2000 году, во время интифады «Аль Акса», в Яффо террористы разгромили базу театра, уничтожив большую часть декораций, реквизита, музыкальные инструменты, костюмы. Это была настоящая трагедия: варварски разбивали головы кукол, протыкали ножами… Потом открыли краны и затопили театр.— П. Бронштейн, актёр театра «Люди и куклы».